# Resapamea mammuthus
Resapamea mammuthus (лат.) — вид бабочек-совок (Noctuinae) из семейства Noctuidae. Северная Америка: Юкон, Олд-Кроу (населённый пункт на северо-западе Канады). Длина передних крыльев 21 мм. Цвет серовато-коричневый с примесью оранжевого (задние крылья светлее). Название R. mammuthus дано по имени мамонта (Mammuthus), из-за характерного берингийского типа распространения и крупных относительно рода размеров.